# Tường vi
Tường vi (danh pháp khoa học:Rosa multiflora), còn gọi là hồng nhiều hoa, tường vi Nhật, dã tường vi là loài thực vật có hoa trong họ Hoa hồng. Tên gọi tường vi thường xuyên bị nhầm lẫn với một loài hoa khác là tử vi. Đây là một giống hồng cổ, hoa nhiều, có mùi thơm dịu dàng.

## Đặc điểm

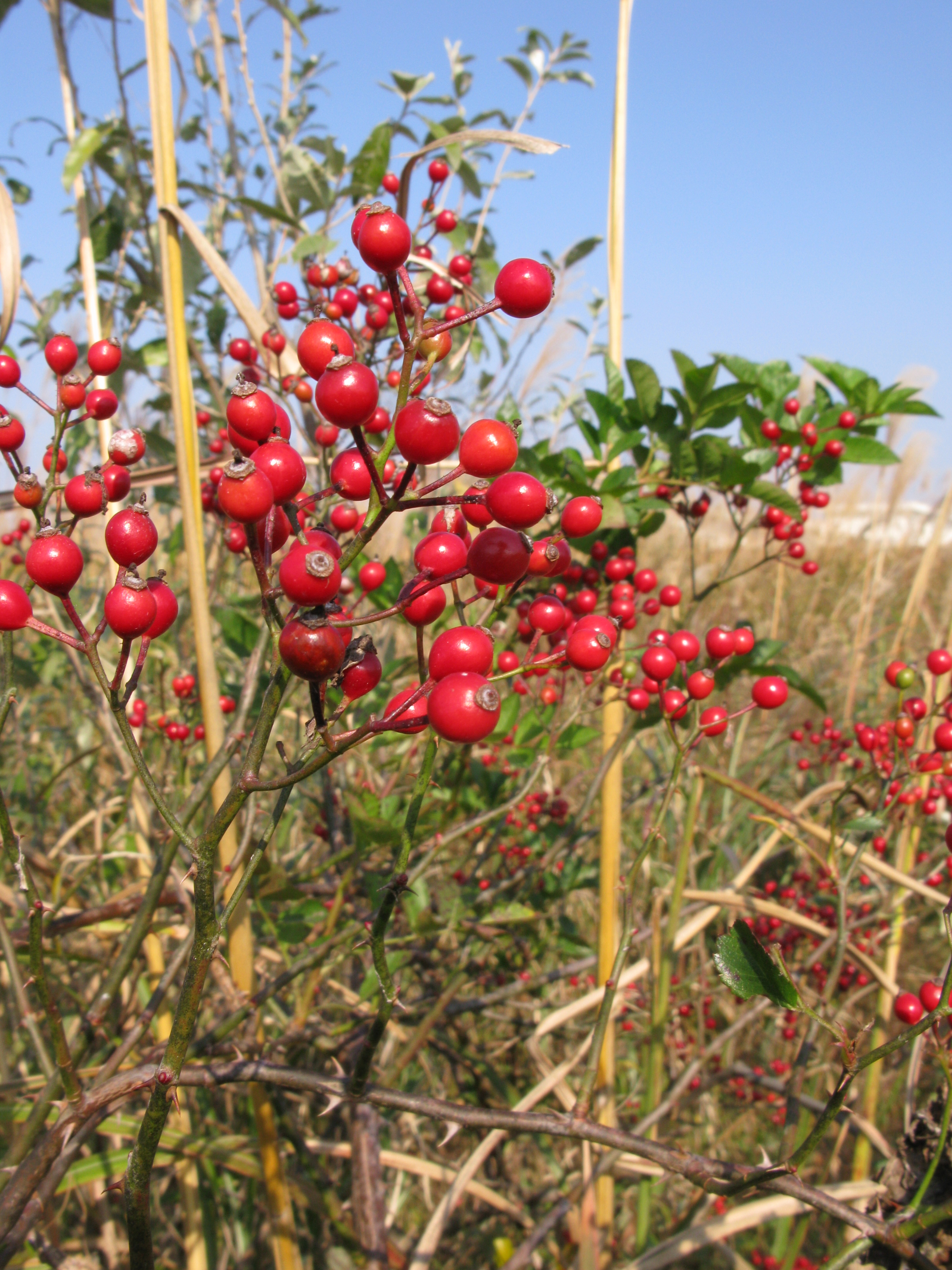
Quả giả của cây dã tường vi